# Pendria dica
Pendria dica är en fjärilsart som beskrevs av Swinhoe 1891. Pendria dica ingår i släktet Pendria och familjen tofsspinnare. Inga underarter finns listade i Catalogue of Life.